# Łabno (gmina)
Łabno – dawna gmina wiejska istniejąca do 1939 roku w woj. białostockim (obecnie na Białorusi). Siedzibą gminy były początkowo Podłabienie, a następnie Baranowicze.
Za Królestwa Polskiego gmina należała do powiatu augustowskiego w guberni suwalskiej.
W okresie międzywojennym gmina Łabno należała do powiatu augustowskiego w woj. białostockim. 
Według Powszechnego Spisu Ludności z 1921 roku gminę zamieszkiwało 3921 osób, wśród których 3800 było wyznania rzymskokatolickiego, 117 prawosławnego, 1 innego a 3 mojżeszowego. Jednocześnie 3862 mieszkańców zadeklarowało polską przynależność narodową, 47 białoruską, 1 niemiecką, 1 żydowską a 10 inną. W gminie było 726 budynków mieszkalnych.
Po wojnie obszar gminy Łabno wszedł w struktury administracyjne Związku Radzieckiego. Gmina Łabno jest jedną z czterech gmin powiatu augustowskiego, które po wojnie znalazły się poza granicami Polski.

## Miejscowości
Miejscowości i osady na podstawie spisu powszechnego z 30 września 1921.
- Wsie: Adamowicze, Baranowicze, Bohatery Polne, Dmitrówka, Gałowicze, Karolin, Koniuchy, Łabno, Łabno-Ogrodniki, Łosośna, Mickiewicze, Naumowicze, Nowiki, Nowosiółki, Podłabienie, Puszkary, Pyszki, Sołowieje, Tarusicze, Trycze,
- Folwarki: Karolin-Łosośna, Łabno
- Kolonie: Wiktoryszki